# 安藤聰
安藤 聰（あんどう さとし、1951年4月8日 - ）は、日本の実業家。KCカード代表取締役社長を経て、ワイジェイカード代表取締役社長。

## 人物・経歴
福岡県出身。1976年日本大学経済学部卒業、国内信販入社。2003年執行役員カード事業部長に昇格。2005年上席執行役員カード事業本部長。2006年楽天KC常務執行役員営業本部長。2008年楽天KC常務取締役センター部門担当役員。2011年からKCカード取締役社長最高執行責任者を、2012年からは同社代表取締役社長を務めた。
2013年Jトラスト取締役。2014年にはケーシーを設立し同社代表取締役社長に就任し、ワイジェイカードに商号変更の上、同社をヤフーの子会社化し、KCカードはJトラストの子会社化しJトラストカードと商号変更した。
ワイジェイカード代表取締役社長を務め、2015年にYahoo! JAPANカードの発行を開始した。